# Мартіаль (хребет)
Мартіаль (ісп. montes Martial) — гірська гряда на острові Вогняна Земля, розташована на схід від Кордильєр Дарвіна вздовж узбережжя протоки Бігля, у безпосередній близькості до північної околиці аргентинського міста Ушуая. На схилах хребта Мартіаль розташований однойменний льодовик, який є при родоохоронною територією і джерелом питної води для міста. Названий на честь французького дослідника Луї Мартіаля, який 1883 року перебував з експедицією у цій місцевості.